# Branković (serbische Dynastie)

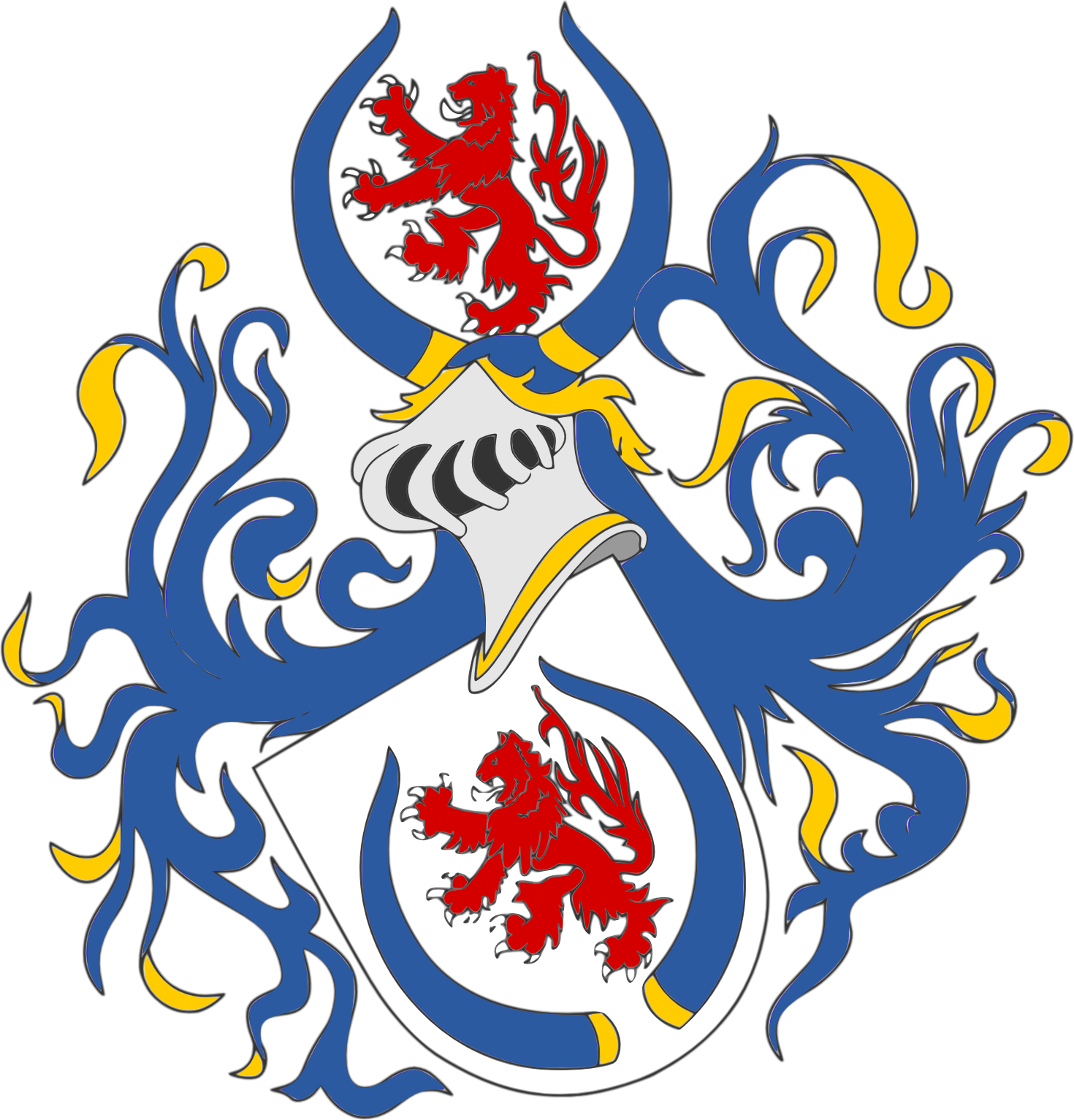
Wappen der Branković

Das Adelsgeschlecht Branković (serbisch: Бранковић, pl. Brankovići / Бранковићи) ist eine mittelalterliche serbische Dynastie, die schon zu Ende des 13. Jahrhunderts unter der Herrschaft der serbischen Könige und Kaiser aus der Dynastie der Nemanjić eine Rolle als Würdenträger bei Hof und als Magnaten spielte. Der Aufstieg zu Herrschern von Serbien beruhte auf einer zielgerichteten Heiratspolitik, auf taktischem Geschick und vor allem aber auf dem Niedergang des serbischen Zarenreiches in der zweiten Hälfte des 14. Jahrhunderts.
Durch die Heiratspolitik gelang es, nach dem Niedergang der Dynastie der Nemanjić Verbindungen zu den nunmehr aufsteigenden Dynastien in Serbien und selbst zu den letzten Vertretern der Nemanjić aufzubauen, was nicht nur dazu beitrug, die Machtbasis der Familie zu erweitern, sondern auch das Ansehen der Familie durch die Verwandtschaft zu historischen Herrschern und Heiligen der Serbisch-Orthodoxen Kirche erhöhte. Zur Absicherung der Herrschaft gegen das Vordringen der Osmanen wurde eine Tochter des Hauses, Mara Branković, mit dem Sultan der Osmanen Murad II. verheiratet.
Wesentlich für den Aufstieg war jedoch der sich ab der Mitte des 14. Jahrhunderts abzeichnende Zerfall des serbischen Zarenreiches, das sich unter ehrgeizigen Lokalherrschern zunehmend in eine Reihe halbautonomer Teilstaaten auflöste, wobei die Branković erfolgreich bemüht waren, dies zur Erweiterung ihres Herrschaftsbereiches zu nutzen. 

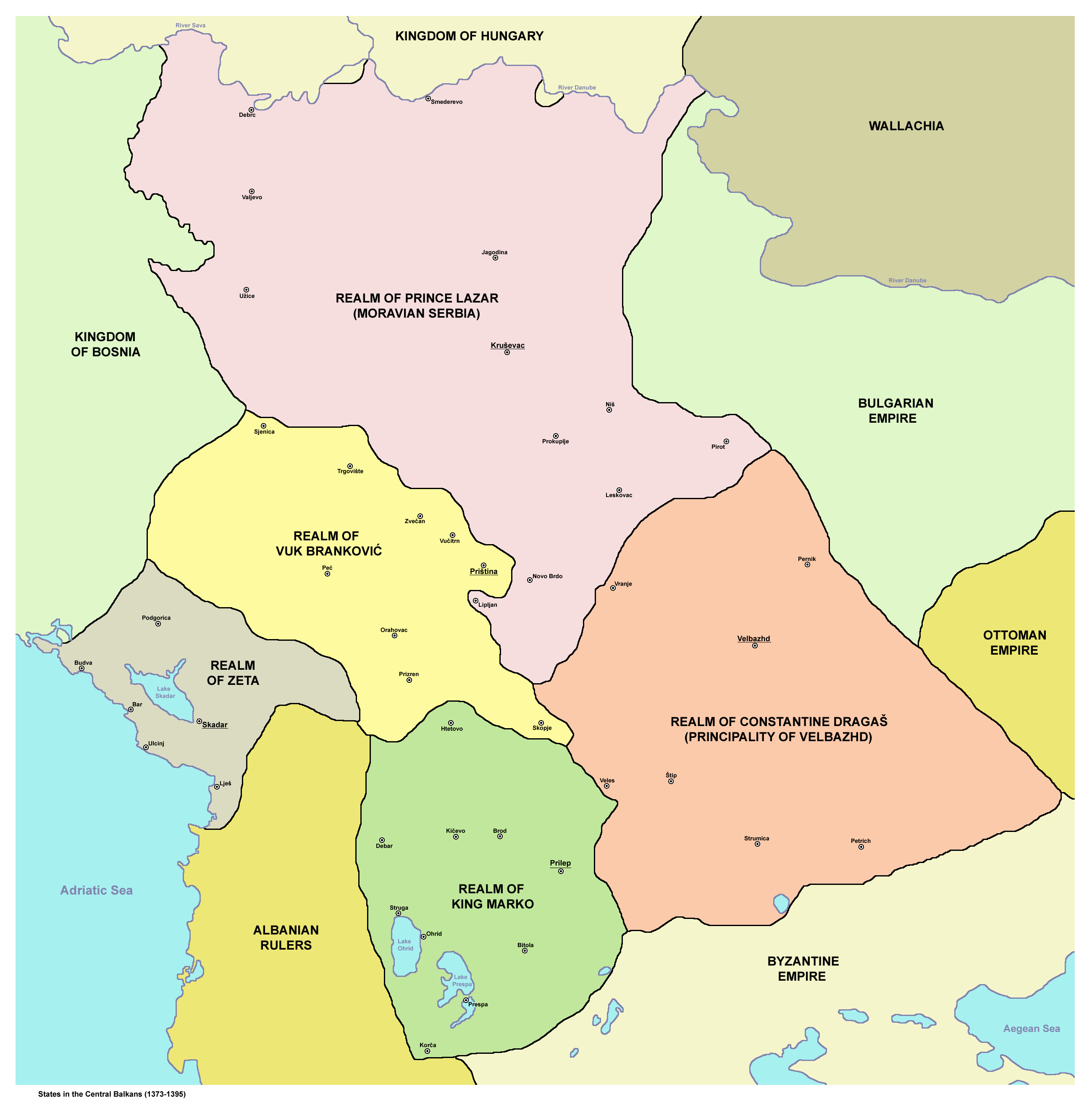
Der Balkan 1373–1395

Die Zeit der Herrschaft der Familie über das Despotat (Fürstentum) Serbien währte letztlich nur sehr kurz: von 1427 bis 1459, wobei es auf drei Fürsten beschränkt war: Đurađ Branković (1427–1456), Lazar Branković (1456–1458) und Stefan Branković (1458–1459), da Serbien 1459 vom Osmanischen Reich annektiert wurde.
Die Nachwirkung der Familie geht jedoch über die kurze Regierungszeit weit hinaus. Dies einerseits, da deren Mitglieder als heroische Kämpfer für den christlichen Glauben und zum Teil auch als Heilige der Serbisch-Orthodoxen Kirche bis heute verehrt werden, und andererseits, da sie – über ausheiratende Töchter – eine bis heute lebende Nachkommenschaft hinterlassen hat, die sich nicht nur regional am Balkan, sondern auf ganz Europa verteilt hat, sodass u. a. das gesamte Haus Habsburg-Lothringen – und damit eine Vielzahl europäischer Dynastien – zu den Nachkommen der Branković zählt, die bis heute leben und so die Gegenwart mit einer dramatischen Phase mittelalterlicher Geschichte am Balkan verbinden.

## Herkunft
Die Anfänge der Dynastie der Branković lassen sich bis in die Zeit des serbischen Königs Stefan Uroš II. Milutin aus der Dynastie der Nemanjić zurückverfolgen, der von 1282 bis 1321 regierte. Denn damals besaßen Vorfahren der Familie ausgedehnte Grundherrschaften bei Drenica im Kosovo. Die ältesten namentlich bekannten Vertreter waren zwei Brüder, Nicola und Mladen, die Gefolgsleute von König Stefan Uroš III. Dečanski († 1331) und von Zar Stefan Uroš IV. Dušan († 1355) von Serbien waren. Von den beiden Brüdern diente Nicola als Zupan (Graf) in Nordalbanien, während Mladen – der nähere Stammvater der Familie – unter der Regierung von König Stefan Milutin (1282–1321) von 1322 bis 1323 serbischer Woiwode (Militärkommandant) in Zahumlje war. Zum Namensgeber der Familie wurde dessen Sohn Branko Mladenović († 1365), der den hohen byzantinischen Titel „Serbastokrator“ trug, da spätere Mitglieder nach diesem den Namen Branković trugen.

## Aufstieg
Ihren Aufstieg vom Stand der Magnaten zu einer souveränen Herrscherfamilie verdankt die Familie verschiedenen Umständen: einer strategischen Heiratspolitik, die zur Vergrößerung des Einflusses, des Landbesitzes und des Ansehens führte, der Auflösung des serbischen Kaiserreiches in mehrere autonome Staaten unter ambitionierten Teilfürsten sowie dem Prestige, Nachkommen historischer berühmter Könige Serbiens und Heiliger der serbisch-Orthodoxen Kirche zu sein.

### Heiratspolitik als Sicherheitspolitik
Zum Aufstieg der Familie trug eine Heiratspolitik bei, die darauf abzielte, zu den führenden serbischen Dynastien familiären Beziehungen aufzubauen, um dadurch das Ansehen der eigenen Familie zu erhöhen und eigene Herrschaftsansprüche zu legitimieren.

#### Verbindung zur Dynastie der Mrnjavčević

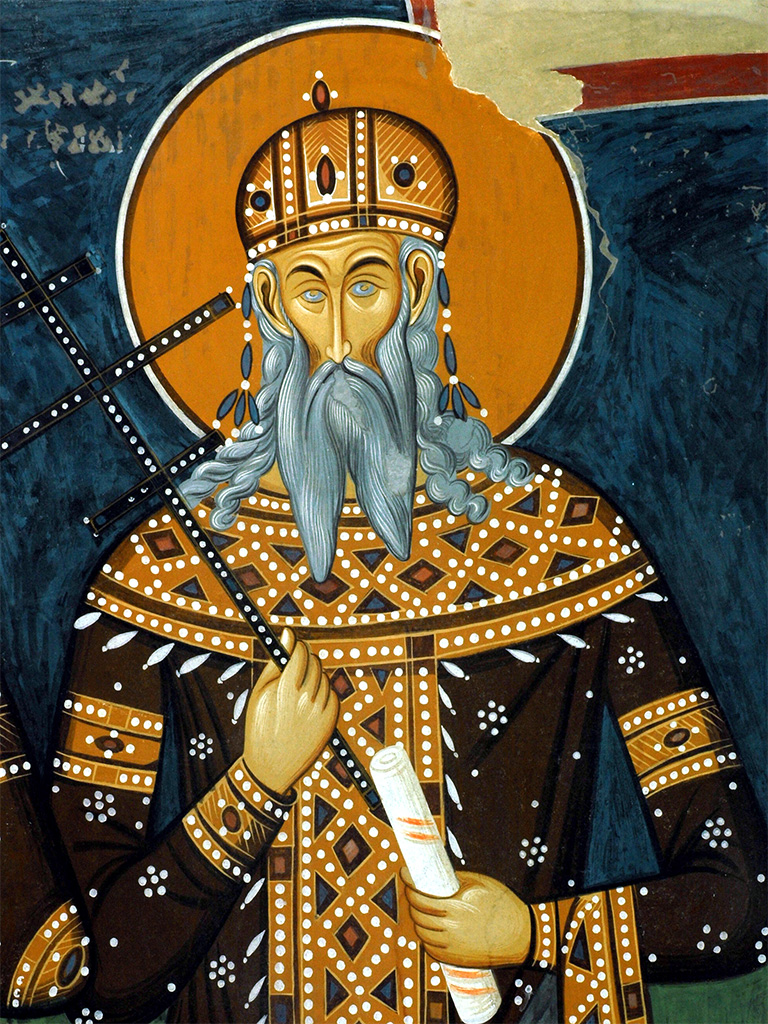
König Vukašin Mrnjavčević, Psača

Noch unter den serbischen Zaren stieg die kurzlebige Dynastie der Mrnjavčević zu Macht und Einfluss auf, wodurch Vukašin Mrnjavčević (ca. 1320–1371) von Zar Stefan Uroš V. 1365 den Titel König von Serbien erhielt. Auch mit dieser Familie bauten die Branković familiäre Beziehungen auf, da Nikola Radonja Branković, ein Bruder des näheren Stammvaters der Familie, Vuk Branković, mit Jelena Mrnjavčević († 1365), einer Schwester von König Vukaschin, verheiratet war, bevor er 1365 als Mönch Romanos in das Kloster Chilendar am Berg Athos eintrat, wo er 1399 verstarb. Die Bedeutung dieses Hauses endete jedoch durch den gleichzeitigen Tod von König Vukaschin und seines Bruders, des Despoten Jovan Uglješa am 26. September 1371 in der Schlacht an der Mariza gegen die Osmanen. In der Folge wurde Vukašins legendärer Sohn Marco Kraljevic ebenso zum türkischen Vasall wie der bulgarische Zar Iwan Schischman und der Despot von Welbaschd Konstantin Dragasch. Sie mussten auf türkischer Seite gegen die Walachen in den Kampf ziehen, den Türken stand damit die Eroberung Südosteuropas offen.

#### Verbindung zur Dynastie der Lazarević

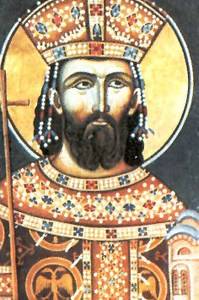
Fürst Lazar Hrebeljanović, Fresco im Kloster Ravanica (um 1380)

In der Folge stieg Lazar Hrebeljanović, Knez (Fürst) von Morava-Serbien, zum angesehensten der serbischen Teilfürsten auf, bis er in der ersten Schlacht auf dem Amselfeld am 15/28. Juni 1389 gegen das Heer von Sultan Bayezid I. (regierte 1389 bis 1402) fiel und seitdem als Märtyrer und Heiliger der Serbisch-Orthodoxen Kirche verehrt wird.

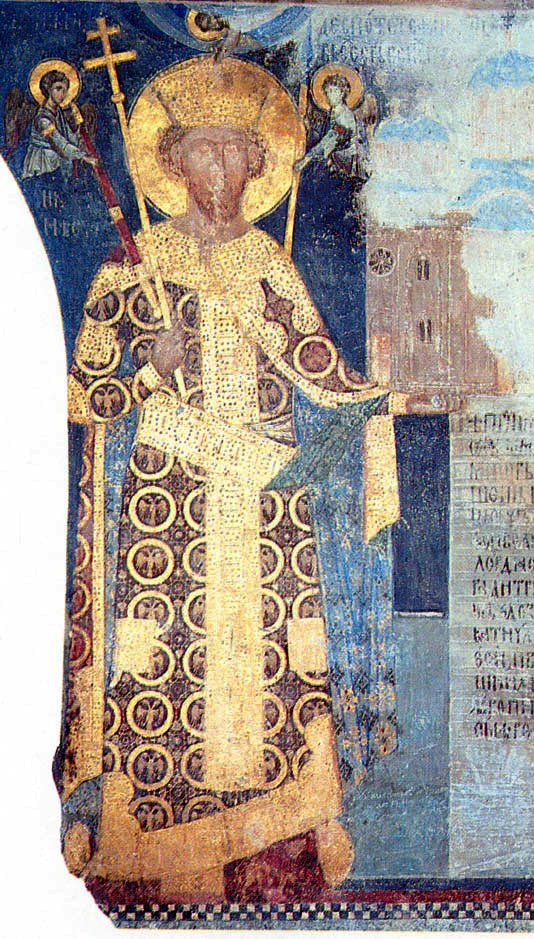
Stefan Lazarevic-freska

Auf ihn folgte dessen Sohn Stefan Lazarević (* 1377 in Kruševac; † 18. Juli 1427), der von 1389 bis 1402 als Knez (Fürst) von Serbien, der zugleich Literat, Begründer und Erbauer der serbischen mittelalterlichen Residenz in Belgrad und ein Erneuerer des spätmittelalterlichen Serbischen Reiches war. Allerdings war er gezwungen, osmanischer Vasall zu werden, musste diesen Waffendienste leisten und trug u. a. maßgeblich 1396 zum Sieg über die christliche Allianz in der Schlacht bei Nikopolis bei und kämpfte für diese auch am 20. Juli 1402 in der Schlacht bei Ankara, wo die Mongolen unter Timur Lenk den Osmanen eine schwere Niederlage zufügten und Sultan Bayezid I. in Gefangenschaft geriet. Immerhin ließ durch die folgenden Nachfolgekämpfe im Osmanischen Reich der Expansionsdruck auf die Balkanstaaten etwa ein Jahrzehnt lang nach. Stefan Lazarević verbündete sich anschließend mit Ungarn, erhielt dort große Lehen – darunter Belgrad und die Festung Golubac – und zwang die lokale Herrscherdynastie der Branković im Kosovo und Nordmazedonien unter seine Hoheit, gewann 1421 die Zeta (Montenegro) der Balšić und konnte so den größten Teil des alten Serbien, Zentralserbien bis vor Skopje, Montenegro, Nordalbanien sowie die Hälfte der heutigen Vojvodina unter seiner Herrschaft vereinigen.
Auch mit dieser Dynastie verband sich das Haus Branković, indem Vuk Branković Maria Lazarević († 12. April 1426) heiratete, die eine Tochter von Lazar Hrebeljanović und eine Schwester von Stefan Lazarević war. Trotzdem kam es zu einem längeren Konflikt zwischen Stefan Lazarević und seinem Neffen Đurađ Branković, der erst 1412 beendet wurde.
Durch diese Ehe erwarben die Brankovic nicht nur Schwägerschaften zu regionalen Herrschern, wie dem Zaren Ivan Shishman von Bulgarien, Đurađ II Stracimirović, Herr von Zeta aus dem Haus Balšić, mit Sandalj Hranić, Woiwode von Bosnien aus dem Haus Kosača, und zu dem Palatin von Ungarn Nicholas II Garay, sondern auch zu den Sultanen der Osmanen, da Olivera (Despina) (* 1372; † nach 1444), eine Schwester von Stefan Lazaevic, seit 1390 mit dem osmanischen Sultan Bayezid I. verheiratet war.
Entscheidend für den Aufstieg der Branković war auch der Umstand, dass Stefan Lazarević kinderlos blieb und schließlich noch zu Lebzeiten auf dem Staatsrat in Srebrenica 1426 seinen Neffen Đurađ Branković zu seinem Nachfolger bestimmte.

#### Verbindung mit der Dynastie der Kantakuzenos
Die Ambitionen der Brancović reichten jedoch über die Verbindung zu den regionalen Herrschern hinaus bis zur historischen Vormacht am Balkan, zum Byzantinischen Kaiserreich. Daher heiratete Đurađ Branković nach Donald Nicol in erster Ehe Ne Megale Komnene. Diese war eine Schwester von Johannes IV. (* 1403; † vor 22. April 1460), Kaiser von Trapezunt (1429–1460), und eine Tochter des Kaisers von Trapezunt Alexios IV., der von 1417 bis 1429 regierte, und dessen Gemahlin Theodora Kantakuzene. In zweiter Ehe heiratete Đurađ Branković am 26. Dezember 1414 Eirene (Jerina) Kantakuzene († Rudnik 3. Mai 1457), eine Tochter des Theodoros Palaiologos Kantakuzenos, der ein Nachkomme von Johannes VI. Kantakuzenos war, der von 1341 bis 1354 als Kaiser von Byzanz regiert hatte.

#### Verbindung zur Dynastie Nemanjić

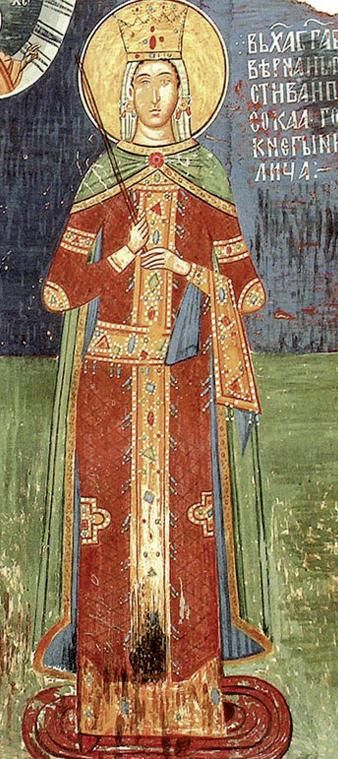
Milica Nemanjić, Heilige der Serbisch-Orthodoxen Kirche, Fresko im Kloster Ljubostinja

Einen besonderen Stellenwert hatte naturgemäß eine verwandtschaftliche Beziehung zur Dynastie der Nemanjić, die bis 1371 jahrhundertelang Serbien – zuletzt als „Zaren der Serben und Griechen“ – regiert hatte. Eine für die Legitimierung des eigenen Herrschaftsanspruches wesentliche Beziehung zu diesem Haus ergab sich aus der Ehe von Vuk Branković († 6. Oktober 1398) mit Mara Lazarević, der Tochter von Lazar Hrebeljanović, des damals mächtigsten Fürsten in Serbien, da deren Mutter Milica Nemanjić war, die als Tochter des Knez (Fürsten) Vratko Nemanjić aus einem Seitenzweig des serbischen Königshauses Nemanjić stammte.

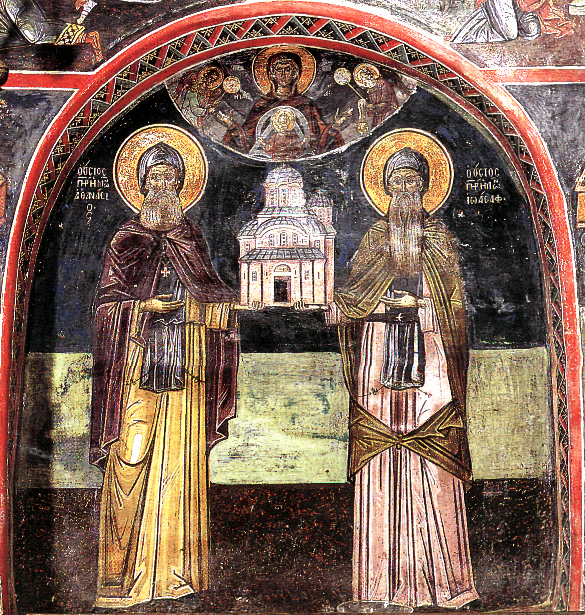
Jovan Uroš Nemanjić auf einem Fresko im Kloster Metéora

Eine weitere noch bedeutendere Verbindung ergab sich später aus der Ehe von Đurađ Branković mit Eirene (Jerina) Kantakuzene, einer Tochter des Theodoros Kantakuzenos, da deren Mutter eine Tochter von Jovan Uroš Nemanjić († 1422), Mitkaiser von Serbien, war. Die Identität der Mutter dieses Theodoros Kantakuzenos wurde erst spät durch das Dokument „Dell’Imperadori Constantinopolitani“, ein Manuskript in der Vatikanischen Bibliothek geklärt, das auch als „Massarelli Manuscript“ bekannt ist, da es unter den Papieren von Angelo Massarelli (1510–1566), dem Generalsekretär des Konzils von Trient, gefunden wurde. Es handelt sich demnach um Helena Ouresina Palaiologina Nemanjić, eine Tochter von Jovan Uroš Nemanjić († 1422), der von seinem Vater Simeon Uroš 1356 zum Mitkaiser erhoben worden war und der als letzter Kaiser der Serben und Griechen und bis 1373 als letzter serbischer Herrscher über Thessalien regierte.
Damit konnten die Branković sich nicht nur auf die Abstammung von byzantinischen Kaisern, sondern auch darauf berufen, dass sie von dem letzten Kaiser aus dem Haus Nemanjić abstammten.

#### Verbindung mit den Sultanen der Osmanen

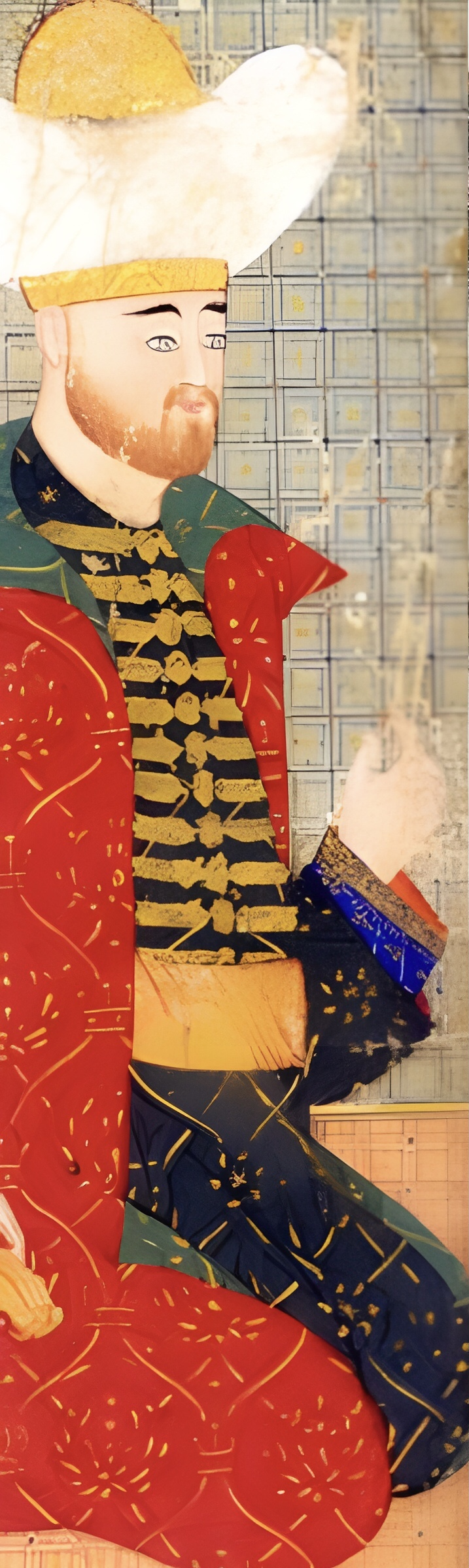
Sultan Bayezid I.

Eine erste – indirekte – Verbindung des Hauses Brankovic zu den Herrschern des Osmanischen Reiches bestand über Mara Lazarević, die Ehefrau von Vuk Branković, da deren Schwester Olivera (Miljava) Lazarević (* 1372; † nach 1443), genannt Despina Hatun, mit Bayezid I. (* 1360; † 8./9. März 1403 in Akşehir) verheiratet war, der 1389 auf seinen Vater Murad I. folgte, nachdem dieser bei der Schlacht auf dem Amselfeld (1389) getötet worden war.
Eine direkte Verbindung entstand, als sich 1433 Djuradj Branković gezwungen sah, zur Erhaltung seiner Herrschaft seine Schwester Mara Branković († 1487) mit dem osmanischen Sultan Murad II. zu verloben, worauf die Hochzeit am 4. September 1435 in Amasia stattfand. Dies erwies sich langfristig als Glücksfall, da es Mara verstand, diskret für die Interessen ihres Bruders und der christlichen Untertanen im Osmanischen Reich ihres Gemahls einzutreten und später ein vertrauensvolles Verhältnis zu ihrem Stiefsohn, Mehmed II. dem Eroberer aufbauen konnte, der von 1444 bis 1446 und dann von 1451 bis 1481 regierte und als der Eroberer von Konstantinopel in die Geschichte einging.

#### Verbindung zu Skanderbeg

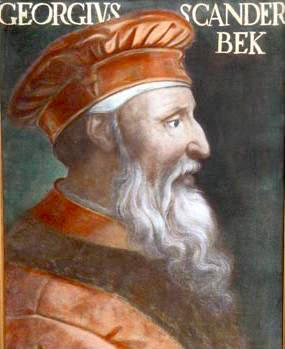
Gjergj Kastrioti

Von Bedeutung war auch die Verschwägerung mit der Familie des albanischen Freiheitskämpfers Skanderbeg, der bis 1468 eine wichtige Rolle als Verteidiger des christlichen Balkans gegen die osmanische Expansion spielte. Sie beruhte einerseits auf der Ehe von Jerina (Irene) Branković mit dem Sohn Skanderbegs, Gjon Kastrioti II. (* vor 1457; † nach 1495), der 1468 auf seinen Vater Skanderbeg als Haupt der Albanischen Liga folgte, dann aber mit seiner Mutter in das Königreich Neapel floh, dort 1485 Conte di Soleto und 1495 zum 1. Duca (Herzog) von San Pietro in Galatina erhoben wurde.
Andererseits war Stefan Branković – der letzte Herrscher von Serbien aus dem Haus Branković – seit 1461 mit Angelina Arianiti († Krušedol 30. Juli 1520), einer Tochter von Gjergj Golem Arianiti Komninović († vor Juni 1461), Herr von Cerminica, von Mochino und von Spatenniaus, aus dessen erster Ehe mit Maria Muzaki († vor 1444) verheiratet. Sie war eine Schwester der Donika Arianiti, der Gemahlin von Skanderbeg.

### Zerfall des serbischen Reiches

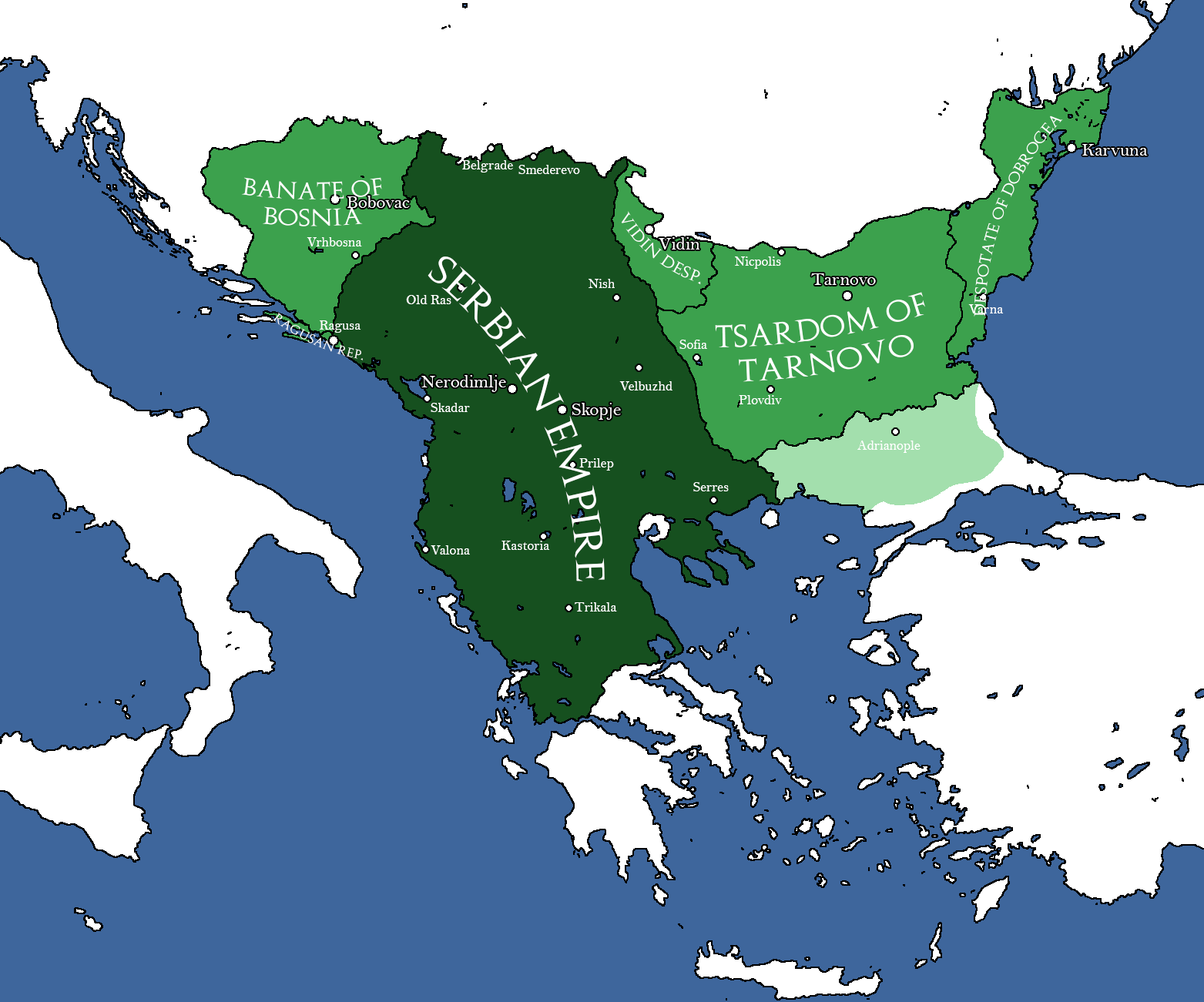
Karte des Serbischen Zarenreichs

Für den Aufstieg der Branković zu Herrschern von Serbien entscheidend war jedoch der Zerfall des serbischen Kaiserreiches in der zweiten Hälfte des 14. Jahrhunderts.
Die Ursache dafür lag darin, dass sich die erfolgreiche Expansionspolitik von Stefan Uroš IV. Dušan Nemanjić, der zwischen 1331 und 1355 ein serbisches Großreich geschaffen hatte, das er von 1346 bis 1355 als erster „Zar (Kaiser) der Serben und Griechen“ regierte, auch dahingehend auswirkte, dass der Feudaladel unmittelbaren Nutzen aus den Kriegsgewinnen und dem Aufschwung von Handel und Gewerbe sowie aus den neuen Verwaltungsstellen und Hofwürden zog, da sich diese als Grundlagen für den Erwerb von Lehensbesitz und damit zum Aufbau regionaler Machtpositionen erwiesen.
Dies führte bald nach dem plötzlichen Tod des Zaren Stefan Uroš IV. Dušan am 20. Dezember 1355 dazu, dass der zentralistische Staatsgedanke durch die Sonderinteressen des Hochadels in Frage gestellt wurde.
Unter der schwachen Regierung von Stefan Uroš V. Nemanjić, dem Sohn von Stefan Uroš IV. Dušan, der von 1355 bis 1371 als zweiter – und letzter – Zar von Serbien regierte, wurde der Bestand dieses Großreiches, das von der Donau bis nach Griechenland reichte, einerseits durch Druck von außen – insbesondere durch die Expansion des Osmanischen Reiches – und andererseits durch innere Entwicklungen in Frage gestellt. Dies geschah zunächst, da der Onkel des jungen Zaren, Simeon Uroš Palaiologos Nemanjić († 1370 oder 1371), 1355/56 versuchte, den Thron an sich zu reißen. Simeon wurde zwar 1356 besiegt und zog sich nach Thessalien und Epirus zurück, wo er mit dem Titel „Kaiser der Serben und Griechen“ regierte, Zar Stefan Uroš V. verlor jedoch dadurch wichtige Gebiete im heutigen Griechenland, die sein Vater erobert hatte.
Hinzu kam, dass Zar Stefan Uroš V. zunehmend nur noch nominell regierte, da das serbische Kaiserreich unter den führenden serbischen Adelsfamilien allmählich in eine Reihe weitgehend autonomer Gebiete zerfiel. Es endete de facto im Jahre 1371 mit dem kinderlosen Tod von Stefan Uroš V. und löste sich in der Folge – mangels zentraler Regierung – in eine Vielzahl selbständiger territorialer Herrschaften auf, die regionalen Fürstengeschlechtern unterstanden.
Die Entwicklung kann man anhand der folgenden Karten erkennen:

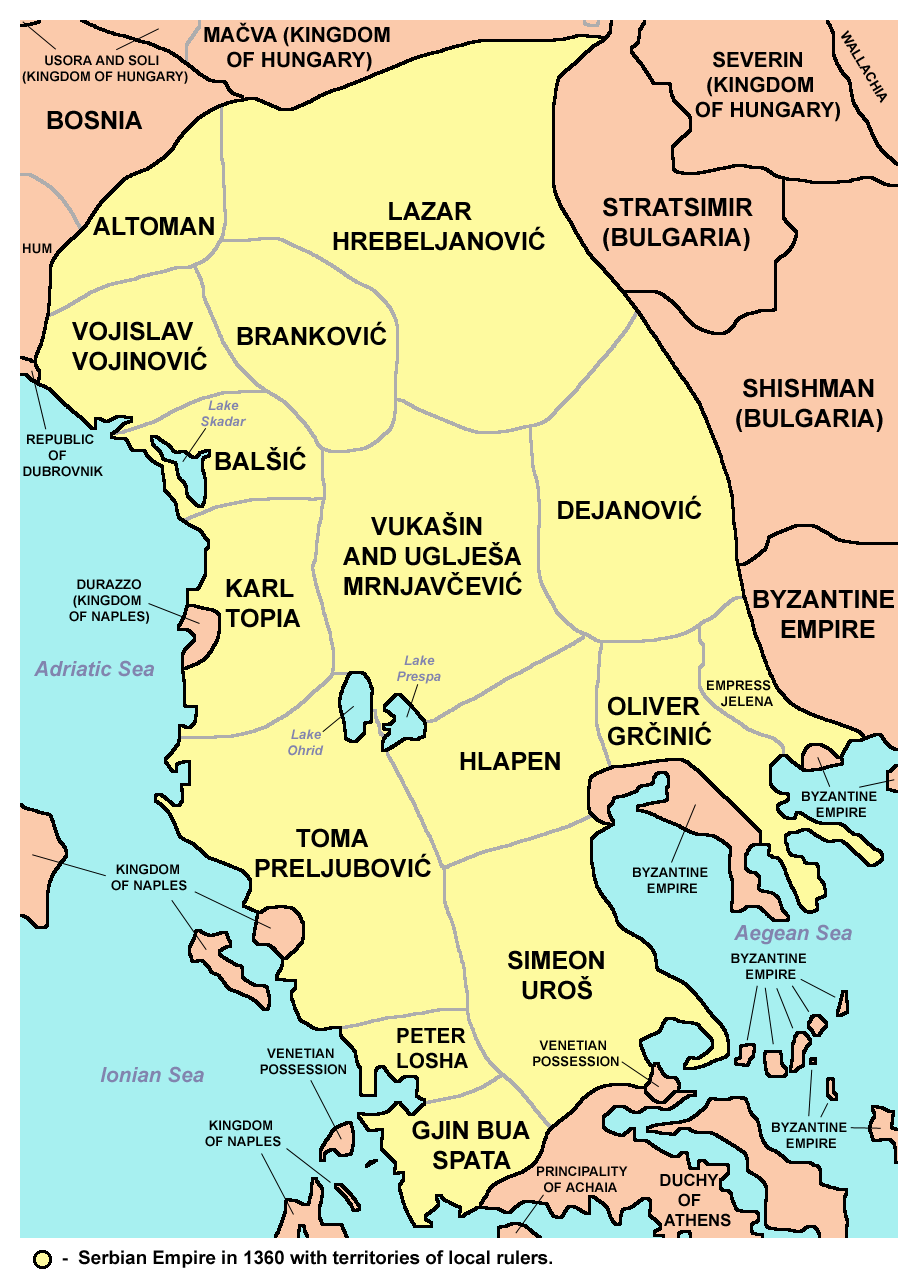
Serbische Territorien um das Jahr 1360

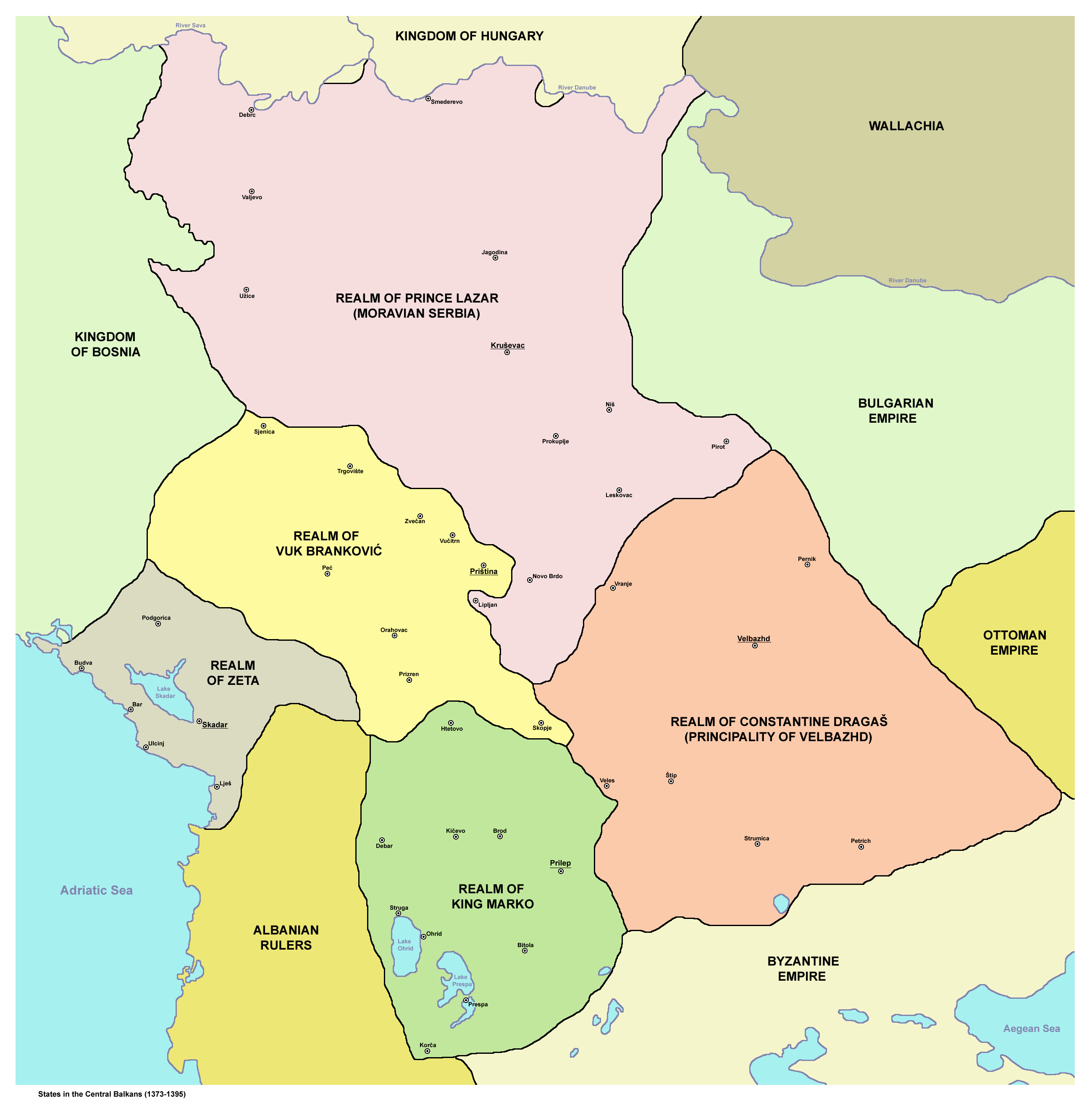
Balkanregion 1373–1395

- In dem Gebiet von Kosovo und Pristina herrsche Fürst Lazars Schwiegersohn, Vuk Branković, der nähere Stammvater der Dynastie der Branković, von 1378 bis 1389.
- In Mazedonien stiegen die Brüder Mrnjavčević unter Zar Stefan Uroš V. zu einer führenden Stellung auf: Vukašin Mrnjavčević (* um 1320; † 26. September 1371) der 1350 als Župan von Prilep erwähnt wird, herrschte im Gebiet um Prizren, Skopje, Ohrid und Prilep und wurde um 1365 unter dem Supremat des Zaren Stefan Uroš V. Nemanjić zum „König der Serben und Griechen“ gekrönt. Sein Sohn Marko Mrnjavčević, genannt Marko Kraljević (Marko Königssohn) (* um 1335; † in der Schlacht bei Rovine am 17. Mai 1395) folgte auf ihn als nomineller serbischer König von 1371 bis 1395, musste jedoch erhebliche Gebietsverluste hinnehmen. Denn Đurađ I Balšić, Herr von Zeta von 1362 bis 1378, übernahm 1371 die Kontrolle über Prizren – die historische Hauptstadt des Kosovo – und 1372 über Peć, Lazar Hrebeljanović eroberte Priština, und Vuk Branković eroberte Skopje 1377. König Marko Kraljević konnte sich dieser Auflösung seiner Zentralgewalt nicht entgegenstellen, da sein Vater König Vukašin 1371 in der Schlacht an der Mariza zusammen mit einem Großteil seiner Truppen gefallen war und ihm daher die Mittel dazu fehlten. Er entschloss sich daher, sich der Souveränität des türkischen Sultans zu unterwerfen. Unabhängig davon wurde er zu einem der beliebtesten Helden der serbischen Volksdichtung. Vukašins Bruder Jovan Uglješa Mrnjavčević († fällt gegen die Türken 26. September 1371) erhielt am serbischen Kaiserhof den Titel Woivode (Heerführer), wurde 1365 von Zar (Kaiser) Stefan Uroš V. zum Despoten (Herrscher) von Serres ernannt, stieg dadurch zum Teilherrscher in Makedonien auf und verwendete den Titel „Herr der serbischen Länder, von Griechenland und der Küste“. Spätere Volkstraditionen verurteilten die Brüder Mrnjavčević als Usurpatoren und sprechen sogar davon, dass sie den Kaiser getötet hätten.[8]

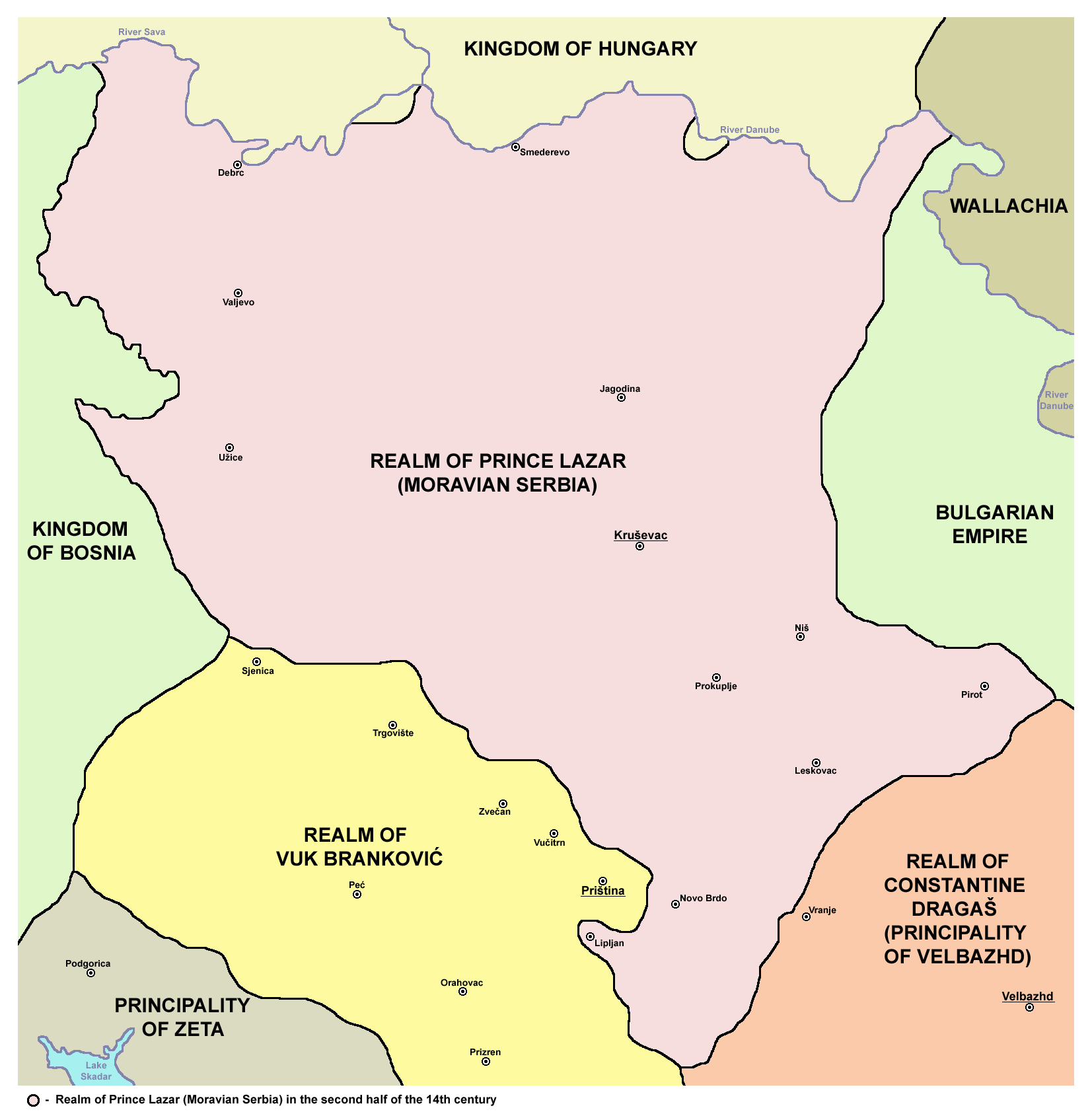
Morava – Serbien

- In Morava-Serbien – das nach den großen Tallandschaften der Flüsse Große Morava, der Westlichen Morava und der Südlichen Morava benannt ist und das 1371 aus dem Niedergang des Serbischen Kaiserreiches als das bedeutendste serbische Fürstentum hervorgegangen war, unterstand von 1371 bis 1389 Fürst Lazar Hrebeljanović – dem Schwiegervater von Vuk Branković – der nach dem Tod der Brüder Mrnjavčević einen Großteil ihrer Territorien an sich brachte, ebenso wie den größten Teil der Besitzungen von Nikola Altomanović aus dem Haus Vojinović in der späteren Herzegowina. Auf ihn folgte anschließend bis 1402 dessen Sohn, Fürst Stefan Lazarević.
- Im albanischen Raum errichteten einheimische Stammesführer unabhängige Herrschaften: Andrea II. Muzaka (* 1319; † 1372) begründete das albanische Fürstentum Muzakaj und Karl Thopia (* um 1335/40; † Ende Jänner 1388), Herr der Grafschaft Mati, ein Sohn des albanischen Adeligen Andreas Thopia und der Helene von Anjou, einer außerehelichen Tochter von Robert von Anjou, König von Neapel – und Halbschwester der von Giovanni Boccaccio verehrten „Fiammetta“ Maria d‘ Àquino.[9] Karl Thopia nannte sich Fürst von Albanien, entriss den Anjou – die seine Eltern getötet hatten – Durazzo, während sich in Valona und Kanina der Bulgare Iwan Assen III. († 1303) festsetzte. Albanien im Mittelalter

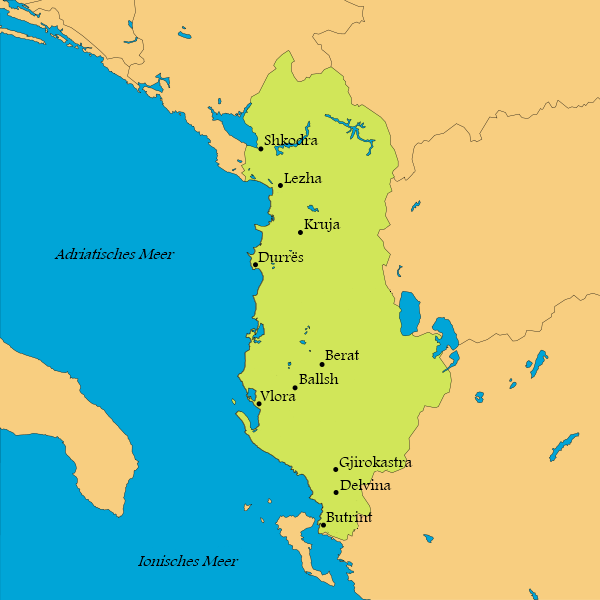
Albanien im Mittelalter

- Im südlichen Makedonien behauptete sich zunächst Fürst Vratko Nemanjić (cl. 1325–1355), der in der serbischen epischen Dichtung als der alte „Jug Bogdan“ bekannt ist. Er war der Vater von Milica Nemanjić († 1405), der Gemahlin des bedeutenden serbischen Fürsten und Heiligen Lazar Hrebeljanović (* um 1329 in Prilepnica, Kosovo; † 15. Juni 1389 in der Schlacht auf dem Amselfeld), die über ihre Tochter Maria Lazarević, die Ehefrau von Vuk Branković († 1397), zugleich eine Stammmutter der Dynastie Brankowić ist. Anschließend dominierten die Dejanović, d. h., Jovan und Konstantin Dejanović, die Söhne des Sebastokrators Dejan und dessen Gemahlin Teodora-Evdokija, die eine Tochter von König Stefan Uroš III. Dečanski von Serbien (aus dem Haus Nemanjić) war. Diese dienten bis 1371 Zar Jovan Uros V. und regierten dann – unter osmanischer Oberherrschaft – ihren Herrschaftsbereich, das Despotat von Welbaschd (heute Kjustendil) bestehend aus Kumanovo, Velbuzd, Stip, Strumica. Konstantins Tochter Helena Dragaš (* um 1372; † 1450) heiratete den byzantinischen Kaiser Manuel II. Palaiologos (regiert 1391 – 1425) und wurde dadurch zur Großmutter der letzten byzantinischen Kaiser Johannes VIII., der von 1425 bis 1448 regierte, und Konstantin XI., der von 1440 bis zu seinem Tod am 29. Mai 1453 regierte.

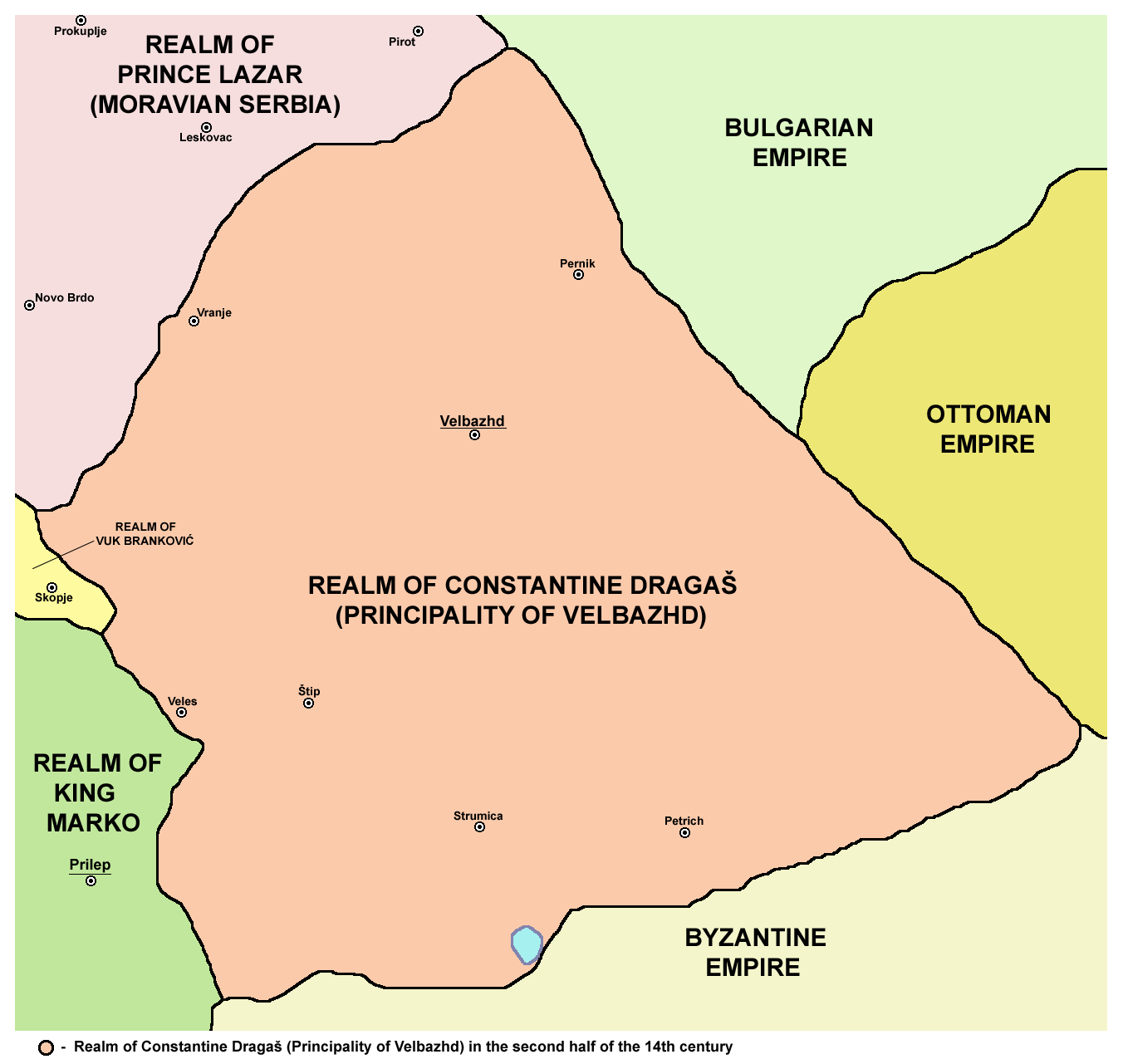
Fürstentum von Velbazhd

- Im Gebiet der späteren Herzegowina herrschte von 1349 bis 1363 Vojislav Vojinović (* 1348; † nach 1398), der um 1355–1363 mit dem Titel „Herzog von Gacko“ regierte. Dessen Söhne wurden jedoch von seinem Neffen Nikola Altomanović Vojinović (* 1348, † nach 1398), dem Gemahl der Ratoslava Mladenović (aus dem späteren Haus Branković) verdrängt, der von 1366 bis 1373 regierte. Reich von Vojislav Vojinović und Nikola Altomanović

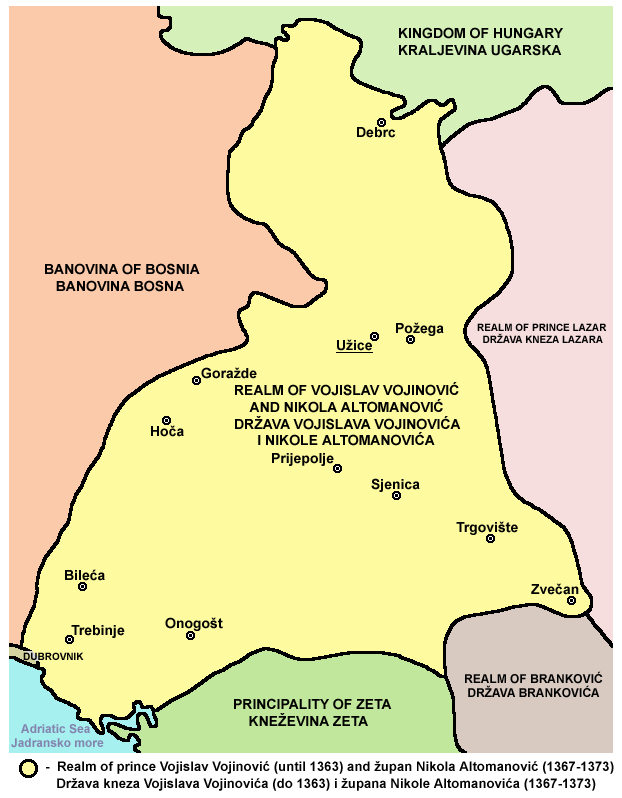
Reich von Vojislav Vojinović und Nikola Altomanović

- In der Zeta bauten die Brüder Stracimir, Djurad († 1378) und Balša II. Balšić († 1403), die Söhne von Balša I. († 1362), ein eigenständiges Fürstentum auf. Die Zeta – der Staat der Familie Balšić

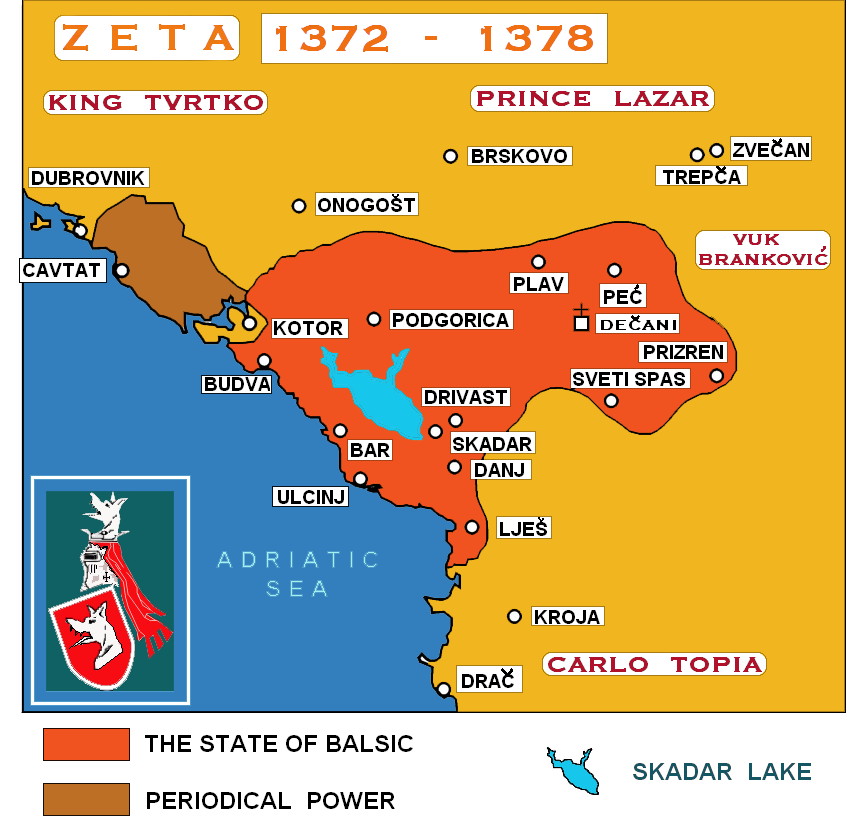
Die Zeta – der Staat der Familie Balšić

## Bedeutende Mitglieder der Familie
- Branko Mladenović († 1365) war ein serbischer Magnat und Provinzgouverneur unter den Zaren Stefan Uroš IV. Dušan und Stefan Uroš V.
- Vuk Branković (1345–1397), Herr der Territorien seiner Familie im südlichen und südwestlichen Serbien, im ganzen Kosovo, dem nördlichen Teil der heutigen Republik Mazedonien und Nord-Montenegro.
- Đurađ Branković (1377–1456), Despot (Fürst) von Serbien (1427–1456)
- Mara Branković (1416/17–1487), serbische Prinzessin, Gemahlin des osmanischen Sultans Murad II.
- Lazar Branković (1421–1458), Despot von Serbien (1456–1458)
- Stefan Branković (1417–1476), Despot von Serbien (1458 – 1459)
- Vuk Grgurević Branković (1438–1485), serbischer Kriegsheld, bekannt als Vuk der flammende Drache
- Maria Branković (1466–1495), verheiratet mit Bonifacio III. Palaiologos, Markgraf von Montferrat.
- Jelena Branković (1447–1498), die letzte Despotin von Serbien und letzte Königin von Bosnien, ⚭ 1. April 1459 in Smederevo Stefan Tomasević (* 1438; † Juni 1463 in Carevo Polje bei Jajce). Dieser war als Nachfolger von Stefan Branković vom 8. April 1459 bis zur Eroberung der Festung Smederevo durch die Truppen von Sultan Mehmeds II. am 20. Juni 1459 der letzte Despot von Serbien und folgt auf seinen Vater König Stjepan Tomaš von 1461 bis 1463 als letzter König von Bosnien.

## Stammreihe
Um die Verbindung zu zeitgenössischen Dynastien zu illustrieren, wurden auch einige Nachkommen ausheiratender Töchter angegeben.
1. Nicola: serbischer Zupan in Nordalbanien
2. Mladen (cl. 1323): serbischer Voivode in Zahumlje, 1324/26 Gefolgsmann von König Stefan Uros Decanski und von Zar Stefan Duschan von Serbien,
  1. Branko Mladenovic´, serbischer Serbastokrator und Statthalter von Ochrid
    1. Grgur Branković, „Cäsar“ (cl. 1347/1361, 16. Juli 1398 †) ⚭ Theodora Ne († nach 16. Juli 1398)
    2. Nikola Radonja Branković († vor 11. März 1365) Mönch „Romanos“ im Kloster Chilendar (Berg Athos); & 1350 Jelena Mrnjavčević (11. März 1365 †, begraben Prodromoski bei Serrhes), Tochter von Mrnjan, Kaznac (Schatzmeister) von Königin Jelena 1280–1289 und Schwester von Vukaschin Mrnjavčević († ertrinkt im Fluss Marica 26. September 1371) 1350 Zupan von Prilep, Despot, August/September 1385 gekrönt als Mitkönig von Serbien, dessen Sohn Marko Kraljević folgte 1371 auf seinen Vater als König von Serbien unter türkischer Souveränität.
    3. Theodora (Vojislava) Branković († vor September 1393) ⚭ Georg Thopia II. (Gjergj Topia) († 1392) der von 1388 bis 1392 als Fürst von Durazzo regierte. Er war ein Sohn von Karl Thopia († 1388) und der Voisava Balšić. (Keine Kinder, sein Erbe fiel an seine Schwestern Elena und Vojsava Thopia.)
    4. Vuk Branković (* 1345; † 6. Oktober 1397) kontrollierte von Priština aus ab 1379 die territorialen Besitzungen seines Hauses, die „Oblast Brankovića“ genannt wurde, die sich vom aktuellen südlichen und südwestlichen Serbien über den Kosovo bis in den nördlichen Teil der aktuellen Republik Nord-Mazedonien und das nördliche Mazedonien erstreckte. Er verlor Ohrid, erweiterte jedoch seine Kontrolle auf Kosovo und Macedonien, erwarb 1371 Skopje und Pristina, war Knez von Hum, erwarb Sjenica und Zvečan; regierte von 1371 bis 1396 als Knez (Fürst) von Raska-Kosovo, nannte sich „dominus Rassian et Sclavoniae“ (Herr von Raska und Slowenien), wurde 1391 türkischer Vasall, war am 9. April 1394 Bürger von Venedig, kämpfte in der Schlacht am Amselfeld 1389, † im Exil, 6. Oktober 1398, ⚭ um 1365/66 Mara Lazarević, 1396 Statthalterin von Raska-Kosovo Tochter von Lazar Hrebeljanović Knez (Fürst) von Serbien, der in der Schlacht am Amselfeld 15./28. Juni 1389 fiel, und der Milica Nemanjić, einer Tochter von Knez Vratko Nemanjić[12]
      1. Grgur (Gregor) Vuković Branković († als Mönch Gerasim 13. März 1408), türkischer Vasall, seit 28. Juli 1402 in tatarischer Gefangenschaft.
      2. Lazar Vuković Branković († 1410)
      3. Djuradj Vuković Branković (* um 1375/77; † Semendria (Smederevo) 24. Dezember 1456) wurde mit seinem Bruder Grgur zwischen 1398 und 1402 von Sultan Bayezid I. wieder in den von seinem Vater konfiszierten Besitz eingesetzt, kämpfte auf türkischer Seite in der Schlachtbbei Camorlu (1421)[13] und wurde 1426 ungarischer Magnat, 1427 als Nachfolger von Stefan Lazarević als Knez (Fürst) Herr des Reiches von Rascien und Albanien anerkannt, 1429 byzantinischer Despot, verliert 1439 Smederevo an die Türken, 1444 türkischer Vasall, erhält Smederevo zurück, hält sich trotz Niederlage der Kreuzfahrer unter König Wladislaw und Johann Hunyadi bei Varna (10. November 1444) in Smederevo, Golubac, Kruschevac und Novo Brdo, verteidigt 1456 Smederevo und Belgrad gegen die Osmanen, das Johann Hunyady entsetzte.[14] ⚭ I. Ne Megale Komnene, Schwester von Johannes IV. Kaiser von Trapezunt[15]; ⚭ II. 26. Dezember 1414 Eirene (Jerina) Kantakuzene († Rudnik 3. Mai 1457), Tochter des Theodoros Palaiologos Kantakuzenos und der Helena Ouresina Palaiologina Nemanjić, eine Tochter von Jovan Uroš Nemanjić „Kaiser der Serben und Griechen“ regiert in Thessalien. Kinder aus 2. Ehe:
        1. Todor Djuradović Branković, † jung vor 1429
        2. Grgur Branković (* um 1415; † 16. Oktober 1459) wird 1439 nach der Eroberung von Smederevo durch die Osmanen von diesen als Nachfolger seines Vaters eingesetzt. Wegen Verschwörung 1441 im Gefängnis, werden er und sein Bruder Stefan Branković (* um 1417; † 9. Oktober 1476) im Mai 1441 auf Befehl von Sultan Murad II. geblendet. Er bemühte sich 1458 um den serbischen Thron, zog sich jedoch 1459 in das Kloster Hilendar als Mönch German zurück und starb dort. ⚭ Jelisaveta Ne
          1. Vuk Grgurević Branković (* ca. 1440; † 16. April 1485), Titular-Despot von Serbien um 1440 bis 16. April 1485, regierte als ungarischer Vasall einen Großteil der Voivodina. In der serbischen epischen Dichtung ist er als „Vuk der Feuerdrache“ bekannt, denn er kommandierte mehrfach die ungarische „Schwarze Armee“ gegen die Osmanen. Stiftet 1471 das Klosters Grgeteg in den Bergen der Fruška Gora, war verheiratet mit Barbara Frankopan († 1506) Tochter von Hans Frankopan Graf von Veglia (Krk) und der Elisabetta Morosini T. v. Paolo. (Sie heiratete in zweiter Ehe Franja Berislavic de Graborja, Ban von Jajce 1470 bis 1517.)

        3. Mara Branković, Kyra, Despina (* 1416/17; † Jezevo bei Serrhaj 14. September 1487 begraben Kosinitza, Eikosiphoinissa-Kloster der Jungfrau). Angesichts der wachsenden Bedrohung durch die Osmanen stimmte ihr Vater 1433 ihrer Ehe mit Sultan Murad II. (* Juni 1404 in Amasya; † 3. Februar 1451 in Edirne, begraben in Bursa) zu, die am 4. September 1435 in Adrianopel gefeiert wurde. Maria war dessen sechste Ehefrau und brachte diesem als Mitgift die Provinzen Toplica und Dubočica ein. Sultan Murad II., ein Sohn von Sultan Mehmed I., regierte das Osmanische Reich zunächst von 1421 bis 1444, verzichtete 1444 zugunsten seines Sohnes, übernahm jedoch 1446 bis 1451 wieder die Herrschaft. Er betrieb einen langfristigen Kampf mit den Bosniern, Albanern und Ungarn, bei dem die Osmanen gegen Johann Hunyadi und Skanderbeg viele schwere Rückschläge erlitten. Dementsprechend schloss er 1444 in Szeged einen zehnjährigen Vertrag ab, in dem er alle Ansprüche auf Serbien aufgab und Georg Branković als serbischen Regenten anerkannte. Mehrere Jahre seines Lebens verbrachte er auf Kriegszügen in Europa, belagert 1440 erfolglos Belgrad, besiegte und tötete hingegen König Władysław III. von Polen und Ungarn am 11. November 1444 in der Schlacht bei Varna und besiegte im Kosovo auf dem Amselfeld den ungarischen Regenten Jan Hunyadi in Kosovo (17.–19. Oktober 1448). Maria spielte eine wichtige Rolle als Vermittlerin, Beraterin und durch Förderung der Orthodoxen Kirche und dies auch noch unter ihrem Stiefsohn, Sultan Bayezid II. (keine Kinder aus dieser Ehe). Nach Georgios Sphrantzes († zwischen 1477 und 1479)[16] bestand nach dem Ableben ihres Gemahls Sultan Murad II. das Projekt einer zweiten Ehe Marias mit Konstantin XI., der vom 1. Mai 1428 bis März 1449 Despot von Morea (Halbinsel Peloponnes) war und vom 6. Jänner 1449 bis zum 29. Mai 1453 als der letzte byzantinische Kaiser regierte und im Kampf gegen die Truppen von Sultan Mohammed II. fiel, der wiederum der älteste Stiefsohn der Maria Branković war. Maria weigerte sich jedoch, diese zweite Ehe einzugehen, die sie zur letzten Kaiserin des Byzantinischen Reiches gemacht hätte.
        4. Stefan Djuradović Branković, 1435 Bürger von Venedig, 1441 von den Osmanen geblendet, war vom 3. November bis 31. März 1458 Regent und vom 1. April 1458 bis zum 8. April 1459 Despot von Raska, Heiliger der Serbisch-Orthodoxen Kirche (* 1417; † Belgrado in Friaul, 9. Oktober 1476), ⚭ Skutari 1461 Angeljina Arianiti († als Nonne in Krusedol 1516) T. v. Gjergj Komino Arianiti Golem († nach 1456) organisierte ab 1433 Aufstände gegen die Osmanen, erzielte 1433 und 1436 militärische Erfolge, unterlag jedoch 1436. Er wurde 1456 durch Venedig Großvoivode in Zeta zwischen Skadar und Durres, und der Maria Muzaka, Tochter des Andrea Muzaka (Musachi) aus fürstlichem albanischen Haus und der Ana Zenevesi[17]
          1. Djordje Stefanović Branković (* um 1465, † als Mönch Maxim 18. Jänner 1516) war von 1486 bis 1496 ungarischer Titular-Despot von Raitzen, wurde nach 1507 Metropolit (Erzbischof) der Walachei und vor 1514 Erzbischof von Belgrad Heiliger der Serbisch-Orthodoxen Kirche ⚭ Isabella del Balzo († 1498) Tochter von Agilberto del Balzo Duca (Herzog) di Nardò, Conte di Castro ed Ugento († erwürgt 1487) u. d. Antonia Sanseverino Gräfin von Castro und Ugento.[18][19]
            1. Jelisaveta Branković ⚭ Alessio Span (1442) Herr von Drivasto und Polog († 1495)

          2. Jovan Stefanović Branković (* 1466/67; † 10. Dezember 1502) war von 1493 bis 1502 ungarischer Titular-Despot der Raizen, Heiliger der Serbisch-Orthodoxen Kirche, ⚭ Jelena Jaksić (* um 1475; † nach 1529), Tochter von Stefan Jaksić, sie heiratete 1503 in zweiter Ehe Ivaniš Berislavić, der zum Erben des Titular-Despotates Raizen wurde. Jovan Branković, by Andreja Raičević

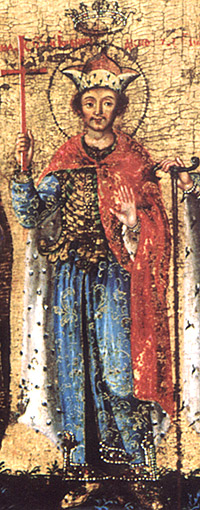
Jovan Branković, by Andreja Raičević

            1. Marija Branković († 1540) & vor 1509 Ferdinand Graf Frankopan († 1527), Sohn von Bernat Graf Frankopan in Modrus und Vinodol und der donna Luisa Marzano d’Aragona, einer Tochter von Marino Marzano Principe di Rossano, Duca (Herzog) von Sessa und Squilacce. (Nachkommen)[20]
            2. Jelena (Ecaterina) Branković Prinzessin von Serbien (* vor 1502; † erwürgt, nach 1552) ⚭ April 1530 Petru Rareș Peter IV. Rareș (* ca. 1483; † 3. September 1546), Woiwode des Fürstentums Moldau vom 20. Jänner 1527 bis 18. September 1538 und 19. Februar 1541 bis 3. September 1546, außerehelicher Sohn des Woiwoden Ștefan cel Mare (Stefan III. der Große) von Moldau († 1504)
              1. Maria Rareș (1536–1614) ⚭ I.Bojar Radu Balică, ⚭ II. Ioan Movilă of Hudeşti.
                1. Ieremia Movilă, Prinz der Walachei und von Moldawien
                2. Simion I. Movilă, Prinz von Walachei und von Moldawien

              2. Ilie II. Rareş (* 1531), Fürst von Moldawien
              3. Ştefan VI. Rareş (b. 1532), Fürst von Moldawien
              4. Constantin Rareş (* 1542; † 26. März 1554 in Konstantinopel)
              5. Ruxandra Rareş (d. 1570), ⚭ den moldavischen Prinzen Alexandru IV Lăpuşneanu (* 1499; † 5. Mai 1568), Herrscher von Moldawien von September 1552 bis 18. November 1561 und von Oktober 1564 bis 5. Mai 1568.
                1. Bogdan IV. Lăpușneanu, Fürst von Moldawien (Mai 1568 – Februar 1572)
                2. Ștefan Lăpușneanu
                3. Aaron Lăpușneanu, „der Tyrann“ († Mai 1597), Fürst von Moldawien (1591 – 1592 und 1592 bis 1595)
                4. Peter IV. Lăpușneanu, „der Kosacke“ († 25. Oktober 1592) Fürst von Moldawien (August – 25. Oktober 1592)
                5. Iliaș Lăpușneanu
                6. Petru Lăpușneanu

            3. Ana Branković ⚭ Fiodor Sanguszko († 1547/48) Starost von Włodzimierz, Bracław und Winnica, Marschall von Wolhynien
            4. Marija Magdalena Branković ⚭ Iwan Wiśniowiecki, einen Adeligen aus Wolhynien

          3. Maria Branković (* 1464/66, † 27. August 1495) ⚭ (Trauung per Stellvertreter) Innsbruck 8. Juli 1485 Bonifazius III. Palaiologos Markgraf von Montferrat († 31. Jänner 1494), Sohn von Giangiacomo Markgraf von Montferrat u. d. Johanna Gräfin von Savoyen.
            1. Wilhelm XI. Palaiologos t (* Pontestura 10. August 1486; † Casale Monferrato 4. Oktober 1518) Markgraf von Montferrat (1594 – 1518), regiert unter der Vormundschaft seiner Mutter und seines mütterlichen Onkels Konstantin Arianiti. ⚭ I. (Blois, Kirche Saint-Sauveur 31. August 1508) Anne d’Alençon (1492–1562), eine Tochter von René, Herzog von Alençon, und Margarete von Lothringen-Vaudémont. Macrino d’Alba, Porträt von Wilhelm XI. Paleologo

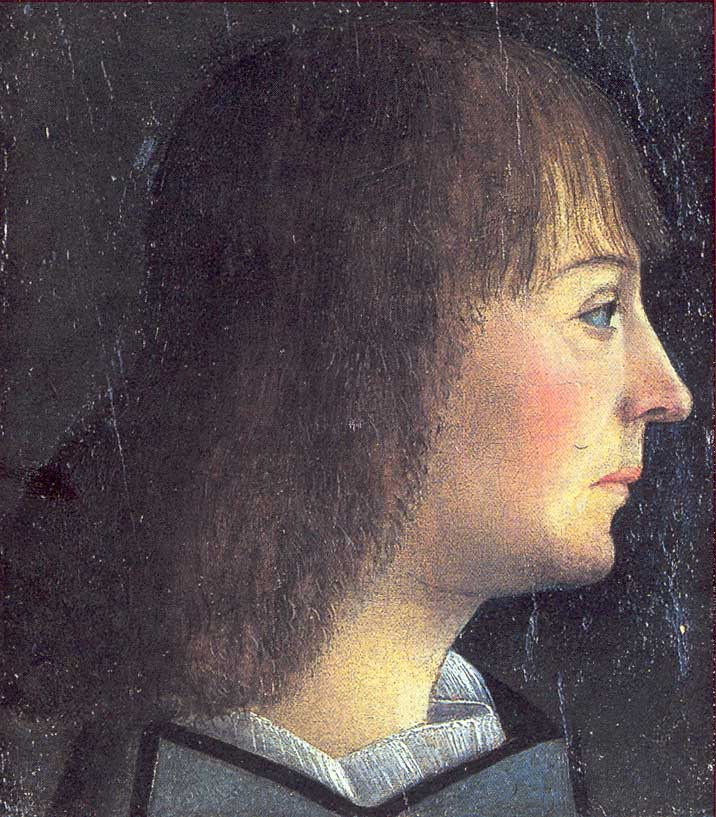
Macrino d’Alba, Porträt von Wilhelm XI. Paleologo

              1. Maria Palaiologina von Montferrat (* 19. August 1509; † 1531) verlobt mit Federico II. Gonzaga, Markgraf von Mantua (17. Mai 1500; † 28. Juni 1540) (siehe nachstehend)

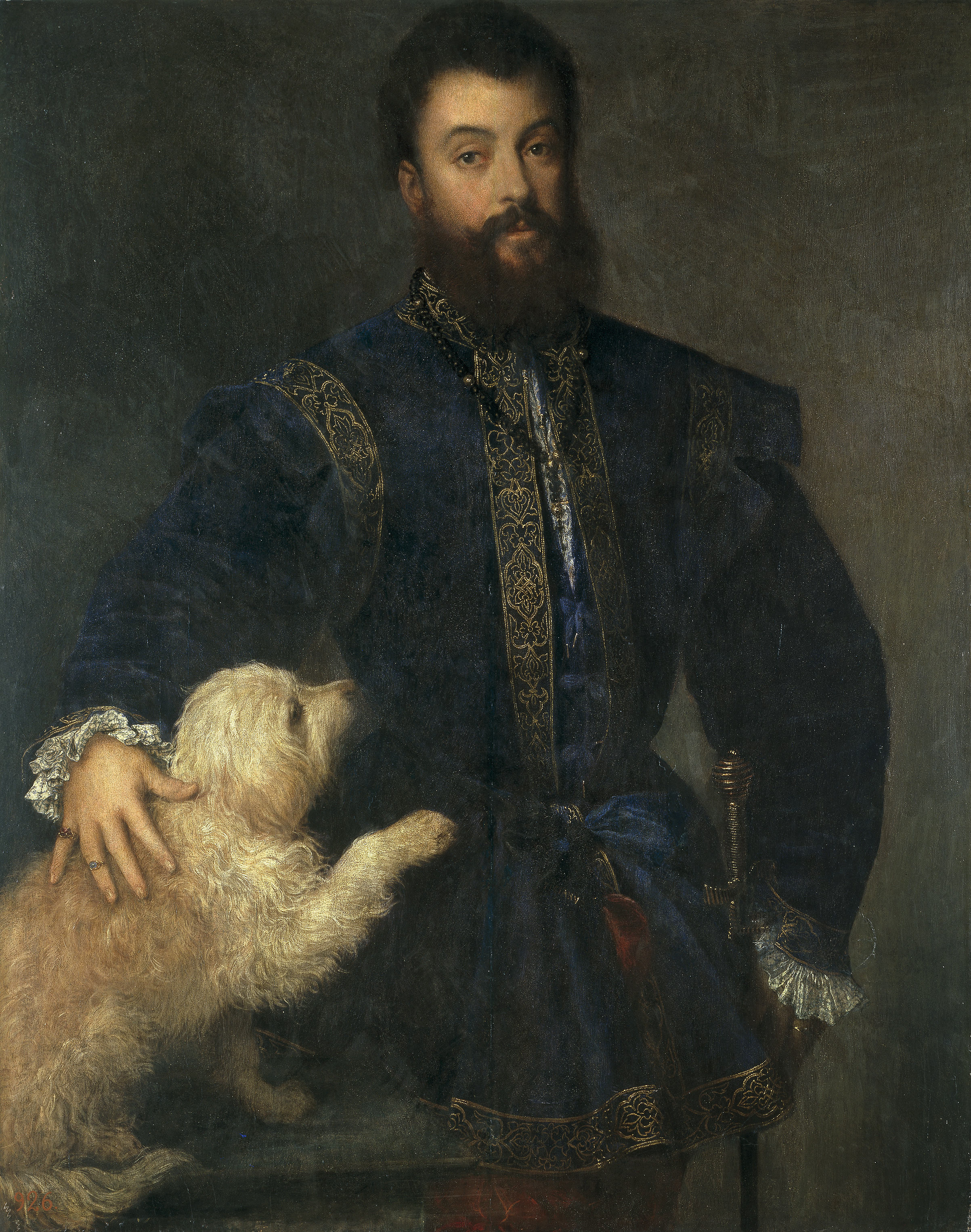
Tizian, Porträt von Federico Gonzaga Herzog von Mantua

              2. Margherita Palaiologina von Montferrat (* 11. August 1510; † Casale 28. Dezember 1566), Erbin der Markgrafschaft Montferrat, die jedoch 1533 sequestriert wurde. ⚭ 16. November 1531 Federico II. Gonzaga (* 1500; † 1540), Sohn von Gianfrancesco II. Gonzaga Markgraf von Mantua u. d. Isabella d’Este von Ferrara, 1519 – 1530 Markgraf, seit 1530 Herzog von Mantua und seit 1536 Markgraf von Montferrat. Tizian, Porträt von Federico Gonzaga Herzog von Mantua (Über Federico II. Gonzaga, Herzog von Mantua, verbreitete sich die Nachkommenschaft der Brankovic auf viele Dynastien in Europa, so insbesondere auch auf das Haus Habsburg-Lothringen.)[21]
              3. Bonifazio V. Palaiologos (* 21. September 1512; † Casale 17. Oktober 1530) folgt auf seinen Vater von 1518 bis 1530 als Markgraf von Montferrat. († unvermählt bei Jagdunfall)

            2. Gian Giorgio Palaiologos (* 20. Jänner 1488; † Casale 30. April 1533) folgt auf seinen Neffen von 1530 bis 1533 als letzter Markgraf von Montferrat aus dem Haus der Palaiologen. ⚭ (Ferrara, 29. April 1533) Giulia d‘Aragona (* 1492; † Valencia 10. März 1542), eine Tochter von Friedrich I. von Aragón, König von Neapel und dessen zweiter Gemahlin Isabella del Balzo († 1533). (Er hatte einen außerehelichen Sohn, Flamino Paleologo, dessen Nachkommenschaft in Italien bis um 1900 blühte.)[22]

          4. Milica Branković (* 1474, † als Nonne Platonida an der Pest, 30. Jänner 1554) ⚭ I. Denca, ⚭ II. um 1503/1504 Neagoe Basarab (* um 1481; † 15. September 1521), aus dem Haus der Bojaren Craiovescu, Herr der Walachei von 1512 bis 1521, Heiliger der Rumänisch-Orthodoxen Kirche[23]
            1. Teodosie Basarab († 25. Jänner 1522 in Istanbul) Woiwode (Fürst) der Walachei vom 15. September bis Dezember 1521.

        5. Katerina (Kyra) Branković (* 1416/17; † Jezevo 1490/92), Erbin von Belgrado in Friaul, ⚭ 20. April 1434 Ulrich II. Graf von Cilli (* 1406, † Belgrad 9. November 1456, begraben in Cilli). Er wird 1436 und 1443 vom Kaiser als gefürsteter Graf bestätigt, war Gouverneur von Böhmen 1438/39, Regent von Görz, folgt 1443 auf seinen Vater als Ban von Slawonien, als gefürsteter Graf von Cilli und Graf von Ortenburg-Sternberg, wird von den Leuten des Ladislaus Hunyadi (* 1433; † 16. März 1457) getötet. Ulrich II. Graf von Cilli

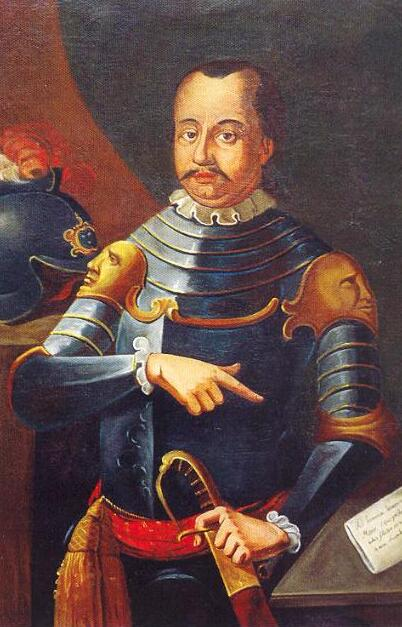
Ulrich II. Graf von Cilli

          1. Hermann IV. Graf von Cilli (1439, † 1452)
          2. Georg Graf von Cilli (1444–1445)
          3. Elisabeth Gräfin von Cilli (* 1441; † 6. November 1455, noch bevor ihre Ehe vollzogen wurde) ⚭ 1455 als dessen erste Gemahlin Matthias Corvinus (* 23. Februar 1443; † Klausenburg 6. April 1490, begraben Kathedrale von Stuhlweißenburg, König von Ungarn und Kroatien 23. Jänner 1458 bis 1490, gekrönt 29. April 1464. König von Böhmen (bestritten) 1469–1490) (k. Kinder aus dieser Ehe)

        6. Lazar Djuradović Branković (* um 1421; † 20. Jänner 1458), Sayladar (Mitregent) ab 1456 bis 1458 Despot von Raska, unterwarf sich im Jänner 1457 Sultan Mohammed II.[24] ⚭ Semendria (Smederevo) Oktober/Dezember 1446 Helene (Jelena) Palaiologina 1458/59 Regentin von Raska (* um 1431; † als Nonne Hypomone in Leukas, 7. November 1473), Tochter des Thomas Palaiologos (* 1409/10 in Konstantinopel; † 12. Mai 1465 in Rom), dem jüngsten Sohn des Kaisers Manuel II. von Byzanz aus der Familie der Palaiologen und Helena Dragaš, der von 1428 bis 1460 Despot von Morea bzw. ab 1432 Fürst von Achaia war, und der Caterina Zaccaria († 1462), Herrin von Arkadien. Thomas Palaiologos

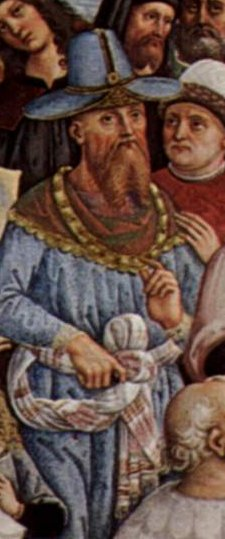
Thomas Palaiologos

          1. Marija (Helena) Palaiologina Branković (* 1447; † 1498 als Nonne zu St. Maura auf Lefkada), 1459 Despotin von Serbien, letzte Königin von Bosnien (1461–1463) ⚭ 1. April 1459 in Smederevo Stefan Tomasević (* 1438; † Juni 1463 in Carevo Polje bei Jajce). Dieser war als Nachfolger von Stefan Branković vom 8. April 1459 bis zur Eroberung der Festung Smederevo durch die Truppen von Sultan Mehmed II. am 20. Juni 1459 der letzte Despot von Serbien und folgt auf seinen Vater König Stjepan Tomaš von 1461 bis 1463 als letzter König von Bosnien, wobei er mit einer Krone des päpstlichen Legaten in Jajce gekrönt wurde. Bosnien wurde 1463 von den Osmanen erobert, König Stefan gefangen genommen und Ende 1463 in Jaice beim Carevo Polje (Zarenfeld) geköpft.
          2. Jerina Palaiologina Branković ⚭ Gjon (Giovanni) Castriota (* um 1456; † 2. August 1514) Herr von Kruja 1468–1474, ab 1485 Conte di Soleto 1495 Duca (Herzog) von San Pietro in Galatina, einziger Sohn von Gjergj (Georg) Kastrioti, genannt „Skanderbeg“ (* 6. Mai 1405; † 17. Januar 1468) dem albanischen Fürsten und Nationalhelden und dessen Gemahlin Andronika Arianiti (* 1428 in Kanina; † zwischen 8. März 1505 und Anfang September 1506 in Valencia), eine Tochter des Fürsten Gjergj Arianiti (* 1383; † 1462) und dessen Gemahlin Maria Muzaka, eine Tochter von Andrea III. Muzaka und der Kyranna Zenevesi
            1. Giorgio Castriota († 1540), kämpft im Dienst Venedigs in Albanien (1499–1501)
            2. Costantino Castriota (1477–1500) Bischof von Isernia in der Region Molise (2. Oktober 1497–1500)
            3. Ferrante Castriota (d. 1561), 2. Herzog von San Pietro in Galatina, 2. Graf von Soleto. ⚭ Andreana Acquaviva, Tochter von Belisaro Acquaviva (c. 1464 – 24. Juli 1528) 1. Duca (Herzog) di Nardo 14. Conte di Conversano und der Sveva Sanseverino aus dem Haus der Fürsten von Bisignano.
              1. Erina Cstriota († 1565), die Erbin ihres Vaters, folgte als 3. Herzogin von San Pietro in Galatina und 3. Gräfin von Soleto, ⚭ Pier Antonio Sanseverino 4. Fürst von Bisignano, 6. Herzog von San Marco, 9. Graf von Tricarico und Chiaromonte etc. († 8. April 1559 in Paris).

            4. Federico Castriota
            5. Maria Castriota († 1569)

          3. Milica Branković (1448–1464) (Tochter von Lazar), ⚭ 1. Mai 1463 in Dubrovnik als dessen erste Ehefrau, Leonardo III. Tocco († vor August 1503 in Rom) war von 1448 bis 1479 letzter Despot von Romania, Herzog von Lefkada, Graf von Zante und Kephalonia Herr von Angelokastro, Vonitsa und Varnazza. Einziges Kind:
            1. Carlo III. Tocco (* 1464; † Rom Ende 1518) Titular-Despot von Arta und Titular-Graf von Zakynthos, ⚭ Andronica Arianiti Tochter von Konstadini Arianiti Comnino Arianiti Fürst von Macedonia und Herr von Refrancore. (Nachkommen: die Familie Tocco in Italien, Herren von Refrancore, Grafen von Montaperto, Fürsten von Montemiletto[25])

    5. Lazar Vuković Branković (cl. 1390, † geköpft bei Adrianopel 11. Juli 1410); er bestätigt am 29. Dezember 1405 mit seiner Mutter und seinen Brüdern die Privilegien von Ragusa.
3. Ratoslava (Vitoslava) Mladenović, ⚭ Altoman Vojinović (1347–1359), Župan of Uzić
  1. Nikola Altomanović Vojinović, serbischer Groß-Zupan aus dem Haus Vojinović, der von Rudnik aus über Polimlje, Podrinje, den Osten der Herzegovina mit Trebinje bis Konavle und Dračevica kontrollierte. Er wurde 1373 von einer Koalition serbischer und bosnischer Nachbarn besiegt und in der Festung Užice geblendet.

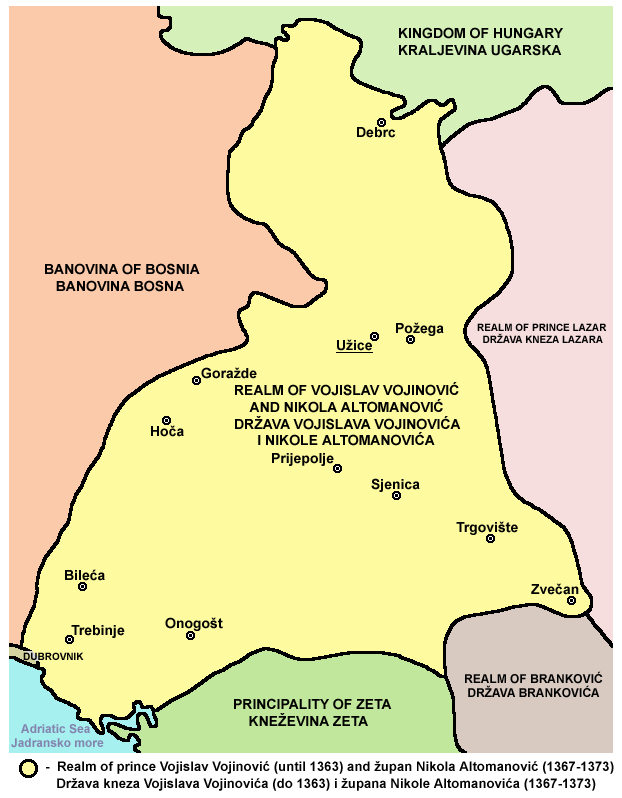
Reich von Vojislav Vojinović und Nikola Altomanović

## Nachwirkung

### Nachkommenschaft
Diese beruht einerseits auf der Nachkommenschaft des Hauses, die sich nicht nur mit fast allen regionalen Herrscherhäusern verband, sondern sich auch in bedeutenden europäischen Dynastien wiederfindet, wie etwa bei den Markgrafen von Montferrat aus dem Haus der Palaiologen, den Herzogen von Mantua aus dem Haus Gonzaga oder auch im Haus Habsburg-Lothringen, die bis heute weiterleben und damit eine Brücker zwischen der Gegenwart und diesen mittelalterlichen Herrschern Serbiens und zu deren Vorfahren darstellen.

### Legende vom Verrat des Vuk Brankovic
Eine – vorübergehend – negative Nachwirkung beruht darauf, dass nach der verlorenen Schlacht am Amselfeld des Jahres 1389 Legenden auftauchten, wonach diese für die serbische Geschichte entscheidende Niederlage auf Verrat beruhen könnte, so etwa in dem von Konstantin Mihailovic Ende des 15. Jahrhunderts veröffentlichten Werk „Memoiren eines Janitscharen“ – auch „Die türkische Chronik“ genannt. Verstärkt und konkretisiert wurde diese Legende von dem ragusanischen Geschichtsschreiber Mavro Orbini (1563–1614) in dessen zu Beginn des 17. Jahrhunderts veröffentlichtem Buch „Das Königreich der Slaven“, in dem unerwartet Vuk Branković als Verräter aufscheint, dem der positive Held Miloš Obilić, der in einer kühnen Tat während der Schlacht Sultan Murad I. der Osmanen tötete, entgegengestellt wird. Grundlage war die Tatsache, dass Vuk als einer der wenigen Truppenkommandanten überlebte und nicht wie Lazar Hrebeljanovic als Märtyrer fiel. In der Legende wurde Miloš Obilić als Ehemann von Vukosava Lazarević und damit als Schwager von Vuk Branković dargestellt. Durch einen Streit zwischen den Schwestern kam es zu einem Zweikampf zwischen Stefan und Miloš, den der Held Miloš gewann, worauf Stefan ihn angeblich gegenüber dem Fürsten Lazar Hrebeljanović verriet, indem er behauptete, dass Miloš angeblich mit den Türken paktiert, während dieser sich tatsächlich in das türkische Feldlager schlich, um dort Sultan Murad zu töten, und dabei selber fiel. Angeblich rettete sich Vuk anschließend, indem er das Schlachtfeld am Amselfeld mit seinen Truppen verließ. Diese Darstellung fand wiederholt Eingang in spätere Schilderungen der Schlacht, wie etwa in die umfangreichen „Kirchenchronik“ von Andrija Zmajević-Perastanin. Die endgültige Form dieser Legende findet sich in der „Geschichte der Schlacht von Kosovo“, die etwa hundert Jahre nach Mavro Obinis, „Königreich der Slaven“ veröffentlicht wurde. Moderne serbische Historiker widerlegten jedoch anhand kritisch geprüfter Unterlagen die Legende vom Verrat des Vuk Branković.

### Die Heiligen
Eine positive und dauerhafte Nachwirkung besteht im spirituellen Bereich, da eine ganze Reihe von Mitgliedern des Hauses in der Serbisch-Orthodoxen Kirche als Heilige verehrt werden. Dazu trug bei, dass die Familie durch einheiratende heilige Vorfahren, wie Fürst Lazar Hrebeljanović, den Märtyrer der ersten Schlacht auf dem Amselfeld 1389, und dessen Gemahlin Milica Nemanjić, in diesem Sinne geprägt wurde.
Aus der Dynastie der Branković selbst werden folgende als Heilige der Serbisch-Orthodoxen Kirche verehrt:
- Vuk Branković (* 1345; † 6. Oktober 1397). Er wird im Kloster Theotokos Peribleptos in Ohrid mit Heiligenschein porträtiert. Dies, obwohl er in späteren Legenden und Darstellungen als negativer Held dargestellt wurde, da er – anders als Fürst Lazar Hrebeljanović – in der ersten Schlacht am Amselfeld nicht als Märtyrer starb, sondern als einer der wenigen Kommandanten überlebte, wodurch die Legende vom Verrat und von der Flucht von Schlachtfeld entstand, die durch das Werk von Mavro Orbini, „The Kindom of the Slavs“ weite Verbreitung fand. Eine These, die jedoch von Ilarion Ruvarać und Ljubomir Kovacević, den Gründern der kritischen Schule der serbischen Historiografie, anhand eindeutiger Beweise verworfen wurde.[30]
- Stefan Branković (* c. 1417 – 9. Oktober 1476), Despot von Serbien von 1458 bis 1459, Heiliger der Serbisch-Orthodoxen Kirche
- Angelina von Serbien (* vor 1460; † 30. Juli 1520), Ehefrau von Stefan Branković, Heilige der Serbisch-Orthodoxen Kirche.
- Djordje Stefanović Branković (* um 1465, † als Mönch Maxim 18. Jänner 1516) war von 1486 bis 1496 ungarischer Titular-Despot von Raitzen, wurde nach 1507 Metropolit (Erzbischof) der Walachei und vor 1514 Erzbischof von Belgrad. Heiliger der Serbisch-Orthodoxen Kirche
- Jovan Stefanović Branković (* 1466/67, † 10. Dezember 1502) war von 1493 bis 1502 ungarischer Titular-Despot der Raizen, Heiliger der Serbisch-Orthodoxen Kirche.